# Palais Bretzenheim

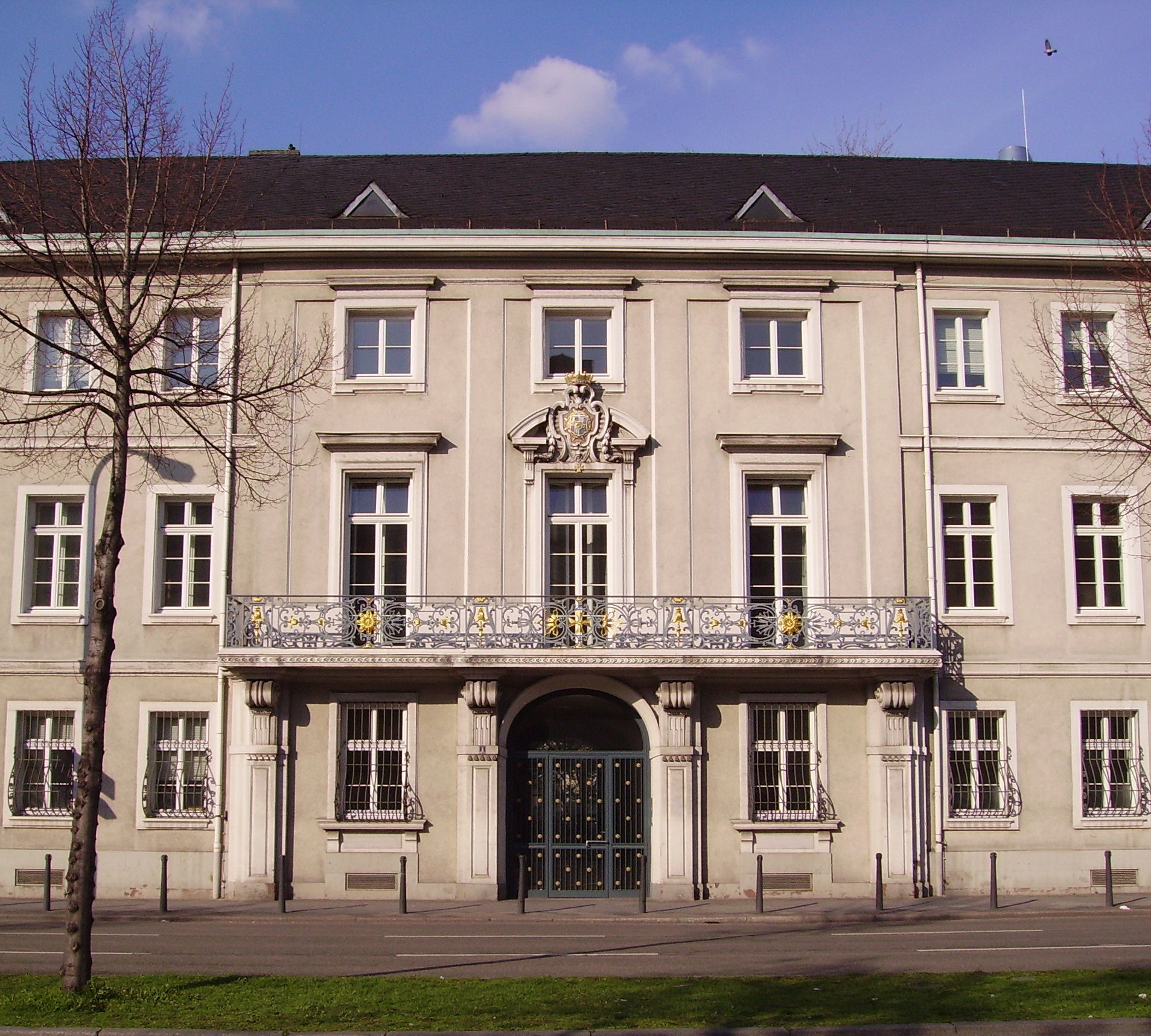
Palais Bretzenheim; der dreifenstrige Mittelbau mit Hofeinfahrt, darüber der Balkon vor dem großen Saal und dem Aufgang, der als Zugang zum großen Saal gedacht war.

Das Palais Bretzenheim ist ein historisches Gebäude in Mannheim. Es liegt im Quadrat A 2 unmittelbar gegenüber dem Mannheimer Schloss und ist eines der wichtigsten historischen Mannheimer Adelshäuser. Das Palais wurde 1782 bis 1788 nach Plänen des Hofarchitekten Peter Anton von Verschaffelt errichtet. In diesem Gebäude hatte der Kurfürst Carl Theodor seine Maitresse, die zur Gräfin von Heydeck erhobene Tänzerin Josepha Seyffert, und die vier gemeinsamen Kinder untergebracht, denen Wolfgang Amadeus Mozart hier Klavierunterricht erteilte. Diese Kinder bildeten später das Adelsgeschlecht Bretzenheim.

## Geschichte

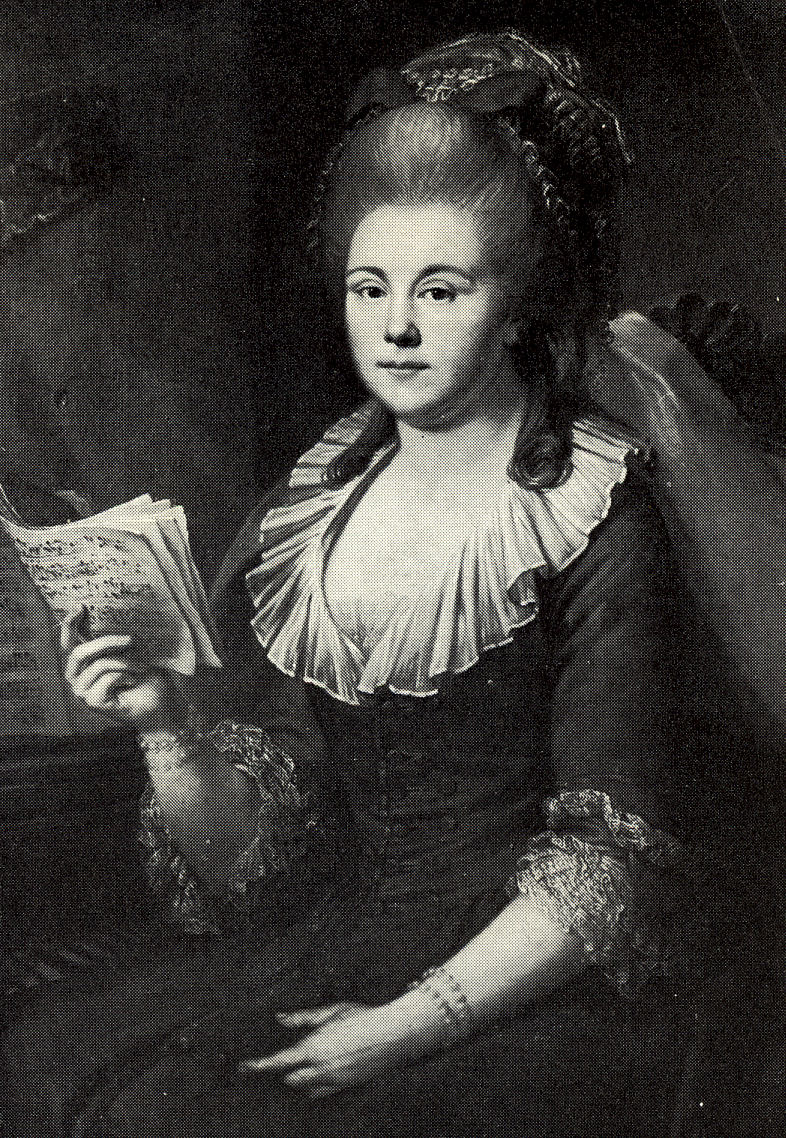
Josepha Seyffert (1748–1771)

Josepha Seyffert, die Tochter eines Sekretärs und Kanzlisten und spätere Figurantin des Opernballetts wurde im Jahr 1765 im Alter von 17 Jahren die Geliebte des Kurfürsten Carl Theodor. Der Kurfürst überließ ihr im Quadrat A 1 das Haus Nummer 5 als Wohnung. 1767 verlieh er ihr den Adelsnamen von Haydeck (meist Heydeck geschrieben). Ihre 1768 geborene Tochter Caroline wurde sofort legitimiert. 1769 erhob Carl Theodor Mutter und Tochter in den erblichen Grafenstand. Als sich die Familie vergrößerte, erwarb der Kurfürst im Jahr 1771 durch einen Strohmann die dem Quadrat A 3 und dem Schloss zugewandten Nachbarhäuser und ließ sie durch den Architekten Peter Anton von Verschaffelt zu einer dreistöckigen Eckbehausung umbauen. Die Mutter der vier gemeinsamen Kinder starb allerdings mit 23 Jahren infolge des Kindbettfiebers nach der Geburt der letzten beiden Kinder, den Zwillingen Eleonore und Friederike. Der Name des Palais rührt daher, dass der Sohn des Kurfürsten, Karl August, 1774 mit der Herrschaft über sein Fürstentum Bretzenheim an der Nahe und die Ortschaft Zwingenberg am Neckar belehnt wurde.

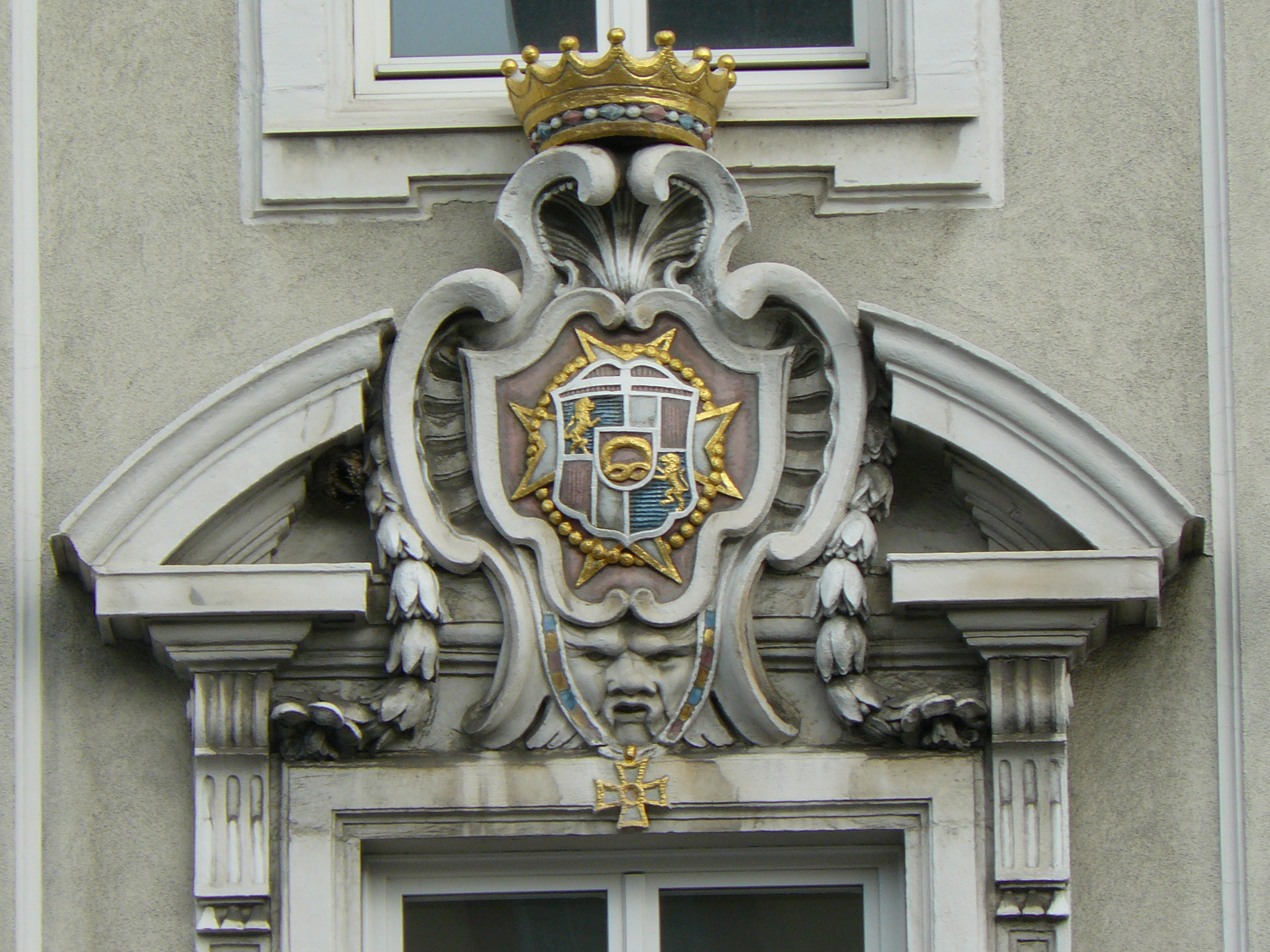
Bretzenheimsches Wappen

Die Bretzenheimschen Erben veräußerten das Palais 1842 an Konrad Rutsch. Aufgrund familiärer Beziehungen zu Friedrich Hecker diente das Haus zeitweise als Versammlungsort revolutionär gesinnter Bürger.
1899 erwarb die Rheinische Hypothekenbank das Gebäude und bezog es 1901.
Während des Zweiten Weltkriegs wurde das Gebäude völlig zerstört, aber in den Jahren 1948 und 1949 rekonstruiert. Seit 2004 wird es vom Amtsgericht Mannheim genutzt. Bei den letzten Umbaumaßnahmen konnte der große Saal in einfacher Form wiederhergestellt werden.

## Architektur

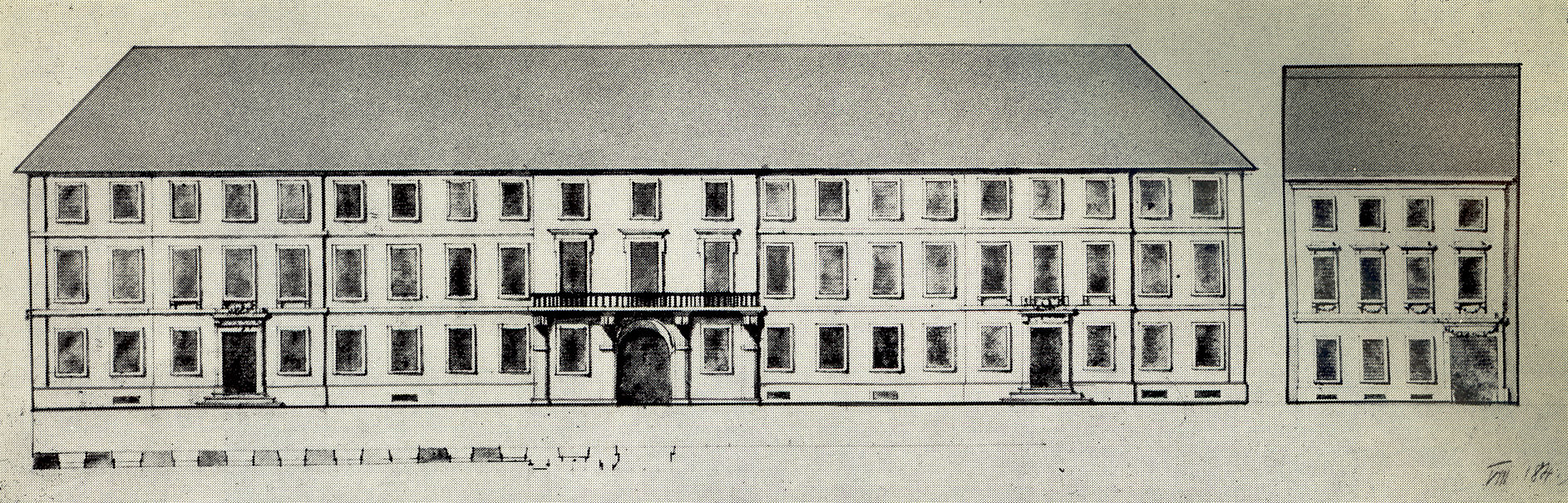
Skizze von Peter Anton von Verschaffelt

Das Gebäude nimmt die gesamte Südseite des Quadrats A 2 ein. Die breite Front gegenüber dem Mannheimer Schloss hat 21 Fenster und drei Geschosse. Die drei mittleren Achsen treten leicht vor die Front und sind mit einem durchgehenden Balkon versehen. Das mittlere Fenster wird durch ein Wappen der Familie von Heydeck-Bretzenheim geschmückt.
Der künstlerische Standpunkt Verschaffelts wandelte sich in der Projektierungszeit von einem Spätrenaissance-Stil über Barock zum Klassizismus. Der dreifenstrige Mittelbau enthielt die Hofeinfahrt, darüber den großen Saal und den Aufgang, der als Zugang zum großen Saal gedacht war. Rechts und links des Mittelbaus waren Flügel mit je neun Fenstern und eigenen Treppenhäusern angebaut, die sich an den Seitenstraßen mit weiteren 10 beziehungsweise 11 Fensterachsen fortsetzten.

### Räume
Das Palais hat etwa 60 Räume und war im Jahr 1790 folgendermaßen eingeteilt: 
- Im Erdgeschoss des rechten Flügels befand sich die Bretzenheim'sche Verwaltung mit Wohn- und Arbeitszimmer des Kanzleidirektors und Arbeitsräumen für mehrere Hilfskräfte. Die Treppe ins Hauptgeschoss führte in die Schlafräume für unverheiratete Kanzleiangestellte und Hofbeamte.
- Im Erdgeschoss des linken Flügels befand sich das Archiv mit Arbeitsräumen für Archivar und Sekretär. Daran schloss sich ein vornehmes Esszimmer und ein herrschaftliches "Caffee-Zimmer" an. Die Treppe ins Hauptgeschoss führte in die Zimmer zur Aufbewahrung des Weißzeugs, Silbers und Porzellans sowie die Wohn-, Schlaf- und Essräume der Verwalterinnen und Hausmeister. Außerdem befand sich hier die herrschaftliche "Mund-Küch".
- Im Hauptgeschoss befand sich links des großen Saales eine Kapelle und ursprünglich Wohnungen der Gräfinnen mit Wohn- und Schlafräumen für die Zofen.

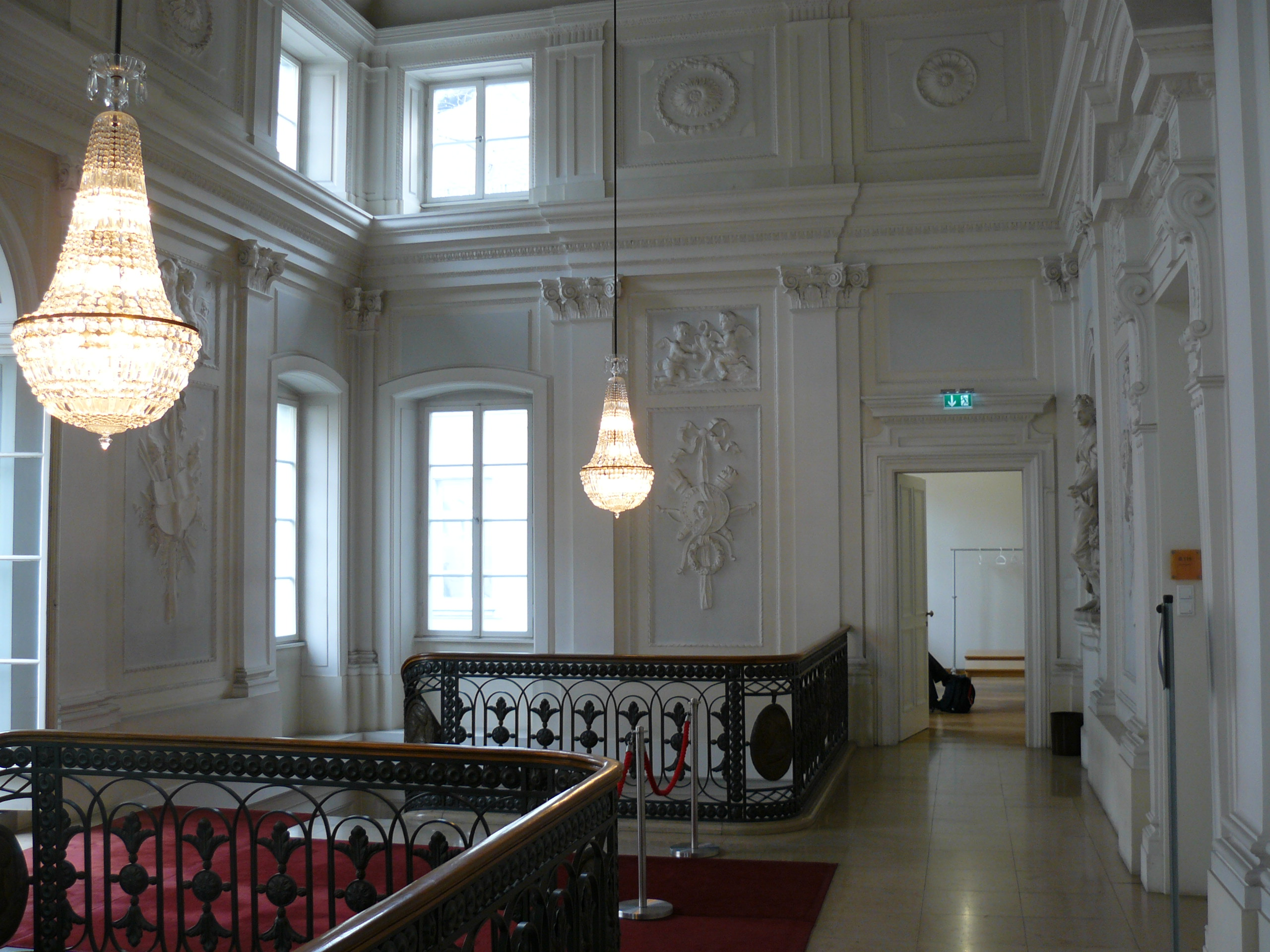
Blick ins Haupttreppenhaus

- Das Appartement des Grafen befand sich ursprünglich im zweiten Obergeschoss, doch nach der Heirat seiner Schwestern zog er ins Hauptgeschoss. In seiner ehemaligen Wohnung wurden Sammlungszimmer eingerichtet beziehungsweise Kammerherren untergebracht.
- Im Hauptgeschoss des rechten Flügels lag das "große Appartement", das durch Verschaffelt im Stil Louis-seize eingerichtet und für die Hausherrin bestimmt war.
- Das rechte zweite Obergeschoss enthielt Räume für Dienerschaft und Gäste.
- Den Mittelpunkt des Palais bildete der "Große Saal", der von Verschaffelt im späten Louis-XVI.-Stil ausgestattet wurde. Hier hingen neun Gemälde, auf denen der Kaiser, der Papst und Kurfürst Carl Theodor mit seiner legitimen Frau dargestellt waren. Letzteres wirkt heute befremdend, da man sich doch hier im Haus der Mätresse des Kurfürsten befand.

### Ausstattung
Die Kosten des Grundstücks, des Baus und der Innenausstattung betrugen 219.663 Gulden und 52 Kronen. Dies entspricht einem hohen Millionenbetrag in Euro. Etwa 20 Prozent der Einrichtung wurde von Mannheimer Handwerkern und Handelsgeschäften geleistet. Nach dem Schloss war das Palais Bretzenheim einer der repräsentativsten Bauten des kurfürstlichen Mannheims. An seiner Innenausstattung wirkten neben Peter Anton von Verschaffelt auch andere bedeutende Künstler wie Ferdinand Kobell und Nicolas de Pigage mit.